# Sauris volcanica
Sauris volcanica là một loài bướm đêm trong họ Geometridae.